# فرودگاه توگان
فرودگاه توگان (به انگلیسی: Tougan Airport) یک فرودگاه با کد یاتا TUQ است . این فرودگاه در کشور بورکینافاسو قرار دارد .